# Иди к папочке
«Иди к папочке» (англ. Come to Daddy) — криминально-комедийный триллер от режиссёра Анта Тимпсона с Элайджей Вудом в главной роли. В России премьера состоялась 27 февраля 2020 года.

## Сюжет
35-летний Норвал Гринвуд (Элайджа Вуд) внезапно получает приглашение от отца, которого он не видел 30 лет. Отец, желающий наладить отношения с когда-то брошенным сыном, приглашает Норвала в свой уединённый домик на берегу моря, в лесистой местности, напоминающий летающую тарелку.
Приехав на место, которое с трудом удалось отыскать при помощи карты GPS в смартфоне (эксклюзивной модели — таких только 20 в мире) Норвал видит, что отец не слишком-то и рад его приезду, и как будто забыл о нём вовсе. Разговор не «клеится», и Норвал осознаёт, что причиной приглашения, по всей вероятности, стала выпивка, на которую вновь обретённый отец изрядно налегает. И вот резкое замечание Норвала отцу вызвало у последнего вспышку ярости: схватив со стола тесак, он приблизился, замахнулся на сына и… упал замертво.

## В ролях
| Актёр           | Роль           |
| --------------- | -------------- |
| Элайджа Вуд     | Норвал Гринвуд |
| Мартин Донован  | Брайн          |
| Стивен Макхэтти | Гордон         |
| Майкл Смайли    | Джетро         |
| Она Грауэр      |                |
| Гарфилд Уилсон  | Рональд Плам   |
| Мадлен Сами     | Глэдис         |
| Саймон Чин      | Дэнди          |
| Райн Белл       | Дэнни          |

## Критика
Фильм получил положительные отзывы от мировых критиков.
На ресурсе Rotten Tomatoes имеет рейтинг 86 % на основе 104 рецензий критиков, со средней оценкой 7,0 из 10
Фильм набрал 64 балла из 100 на сайте Metacritic, на основании 20 обзоров.